# Електрична импеданса
Електрична импеданса, или једноставно импеданса јесте мера отпора синусоидалној електричној струји. Концепт електричне импедансе омогућава примену Омовог закона у анализи електричних кола наизменичне струје. За разлику од електричног отпора који је интуитивно лакше схватљива манифестација особине материје да пружа отпор протоку електричне струје (што не зависи од променљивости струје) и изражава се једним бројем, импеданса електричног кола може имати поред ове реалне вредности још и компоненту која зависи од фреквенције. Ова компонента импедансе је друге природе (није у питању особина материје већ геометрија проводника) у односу на отпор те се не може сабирати са првом. Тако се ради јединственог представљања импедансе користи комплексан број у којем реални део представља отпор, често називан термогени отпор јер је он узрок грејања проводника, и имагинарни део, који се понекад зове индуктивни отпор мада није прави отпор а није обавезно ни индуктиван.
Квантитативно, импеданса елемента кола са два терминала је однос комплексног приказа синусоидног напона између његових терминала, до комплексног приказа струје која тече кроз њега. Генерално, то зависи од фреквенције синусоидног напона.

## Устаљена наизменична струја
У општем случају, вредности напона и струја у колу које се састоји само од линеарних компоненти, односно, отпорника, кондензатора и калемова, су решења линеарне диференцијалне једначине. Може се доказати да ако су извори напона и/или струја у колу синусоидални и константне фреквенције, решења имају облик који се назива устаљена наизменична струја. Стога, сви напони и струје у колу су синусоидални и имају константне амплитуде, фреквенције и фазе.
Нека је v(t) синусоидална функција времена са константном амплитудом , константном фреквенцијом f, и константном фазом Φ.
{\displaystyle v(t)=V_{\mathrm {m} }\cos \left(2\pi ft+\phi \right)=\Re \left(V_{\mathrm {m} }e^{j2\pi ft}e^{j\phi }\right)}
где j представља имагинарни број ({\displaystyle {\sqrt {-1}}}) и {\displaystyle \Re (z)} значи реални део комплексног броја z.
Сада, нека је комплексни број V дат као:
{\displaystyle V=V_{\mathrm {m} }e^{j\phi }\,}
V се назива фазорским представником v(t). V је константан комплексни број. За коло у устаљеном наизменичном режиму, сви напони и струје у колу имају фазорске представнике докле год су сви извори исте фреквенције. Односно, сваки напон и струја се могу представити комплексним бројем. За анализу једносмерних кола, сваки напон и струја су представљени константним реалним бројем. Стога, може се закључити да правила која важе у анализи кола једносмерне струје могу да се примене и на кола наизменичне струје коришћењем комплексних бројева уместо реалних.

## Дефиниција електричне импедансе
Импеданса неког елемента кола се дефинише као количник фазора напона на елементу и фазора струје која тече кроз тај елемент:
{\displaystyle Z_{\mathrm {R} }={\frac {V_{\mathrm {r} }}{I_{\mathrm {r} }}}}
Треба приметити да иако је Z количник два фазора, само Z није фазор. То је зато што Z није асоцирано са неком синусоидалном функцијом времена.
За кола једносмерне струје, отпорност је дефинисана Омовим законом као количник једносмерног напона на отпорнику и једносмерне струје кроз отпорник:
{\displaystyle R={\frac {V_{\mathrm {R} }}{I_{\mathrm {R} }}}}
где су {\displaystyle V_{\mathrm {R} }} и {\displaystyle I_{\mathrm {R} }} вредности (константне и реалне) једносмерне струје.
Исто као што се Омов закон може применити на наизменична кола употребом фазора, тако се могу применити и друга правила анализе кола једносмерне струје на кола наизменичне струје. На пример, Тевененова теорема, Нортонова теорема, Кирхофови закони итд.
Електрична импеданса једнака је:
{\displaystyle z_{e}={\sqrt {r_{e}^{2}+x_{e}^{2}}}}, {\displaystyle \phi =\arctan {\frac {x_{e}}{r_{e}}}}
где је
{\displaystyle r_{e}=z_{e}\cos \phi \,} реалан део комплексне електричне импедансе, назване ефективна електрична импеданса, и
{\displaystyle x_{e}=z_{e}\sin \phi \,} имагинаран део комплексне електричне импедансе, назване реактивна електрична импеданса.

## Импедансе разних елемената
За отпорник:
{\displaystyle Z_{\mathrm {otpornik} }={\frac {V_{\mathrm {r} }}{I_{\mathrm {r} }}}} {\displaystyle =R\,}
За кондензатор:
{\displaystyle Z_{\mathrm {kondenzator} }={\frac {V_{\mathrm {c} }}{I_{\mathrm {c} }}}={\frac {1}{j\omega C}}.}
За калем:
{\displaystyle Z_{\mathrm {kalem} }=j\omega L\,}

## Реактанса
Термин реактанса односи се на имагинарни део импедансе. Пар примера:
Импеданса отпорника је R (његова отпорност) а његова реактанса је 0. 
Импеданса кондензатора је j (-1/ωC) а његова реактанса је -1/ωC.
Импеданса калема је jωL а његова реактанса је ωL.
Важно је истаћи да су импедансе кондензатора и калема функције фреквенције &omega и да су оне имагинарне вредности - иако је сигурно реч о реалној физичкој појави у вези са разликом у фази између фазора напона и струје услед присутности капацитивности и индуктивности. Раније је показано да је импеданса отпорника реална, другим речима отпорник не ствара разлику у фази између напона и струје као што то чине кондензатор и калем.
Када су отпорник, кондензатор и калем везани у колу наизменичне струје, еквивалентна импеданса се рачуна на исти начин као и еквивалентна отпорност у колима једносмерне струје. Резултујућа еквивалентна импеданса је у општем случају, комплексна величина. Односно, еквивалентна импеданса има реалан и имагинаран део. Реалан део се означава као R а имагинаран део као X. Стога:
{\displaystyle Z_{\mathrm {ekv} }=R_{\mathrm {ekv} }+jX_{\mathrm {ekv} }\,}
{\displaystyle R_{\mathrm {ekv} }} се назива резистивни (отпорни) део импедансе док се {\displaystyle X_{\mathrm {ekv} }} назива реактивни део импедансе. Стога је уобичајено да се кондензатор и калем називају реактанса или еквивалентно, реактивна компонента (елемент кола). Додатно, импеданса кондензатора је негативна имагинарна вредност док је импеданса калема позитивна имагинарна вредност. Стога, капацитивна реактанса се односи на негативну реактансу, а индуктивна реактанса односи се на позитивну реактансу.
Реактивна компонента се издваја по томе што су синусоидални напон и синусоидална струја фазно померене за π/2 у тој компоненти. Из тога произилази да компонента наизменично акумулира енергију из кола а затим ту енергију враћа у коло. Односно, за разлику од отпорности, реактанса нема губитке снаге.
Корисно је одредити вредности капацитивне реактансе за екстремне вредности фреквенције. Ако фреквенција тежи нули, капацитивна реактанса тежи бесконачности, тако да се кондензатор понаша као прекид у колу за мале вредности фреквенције синусоидалних извора. Када се фреквенција повећава, капацитивна реактанса се смањује. Тако да за веома велике вредности фреквенције синусоидалних извора, капацитивност се понаша као кратак спој.
Супротно, индуктивна реактанса тежи нули када и фреквенција тежи нули, тако да се калем понаша као кратак спој за мале вредности фреквенције синусоидалних извора. Ако се фреквенција повећава, повећаваће се и индуктивна реактанса, тако да се калем понаша као прекид у колу за веома велике фреквенције синусоидалних извора.

## Еквивалентирање импеданси
Еквивалентирање импеданси у редној, паралелној или звезда-троугао вези, исто је као и за отпорнике у колу једносмерне струје. Разлика је у томе што се у случају импеданси, мора баратати комплексним бројевима.

### Редна веза
Еквивалентирање импеданси у редној вези је једноставно: 
{\displaystyle Z_{\mathrm {ekv} }=Z_{1}+Z_{2}=(R_{1}+R_{2})+j(X_{1}+X_{2})\!\ }

### Паралелна веза
Еквивалентирање импеданси у паралелној вези је знатно теже него еквивалентирање једноставних вредности као што су отпорност или капацитет.
{\displaystyle Z_{\mathrm {ekv} }=Z_{1}\|Z_{2}={\frac {Z_{\mathrm {1} }Z_{\mathrm {2} }}{Z_{\mathrm {1} }+Z_{\mathrm {2} }}}\!\ }
У рационализованом облику, еквивалентна резистанса и реактанса су:
{\displaystyle Z_{\mathrm {ekv} }=R_{\mathrm {ekv} }+jX_{\mathrm {ekv} }\!\ }
{\displaystyle R_{\mathrm {ekv} }={(X_{1}R_{2}+X_{2}R_{1})(X_{1}+X_{2})+(R_{1}R_{2}-X_{1}X_{2})(R_{1}+R_{2}) \over (R_{1}+R_{2})^{2}+(X_{1}+X_{2})^{2}}}
{\displaystyle X_{\mathrm {ekv} }={(X_{1}R_{2}+X_{2}R_{1})(R_{1}+R_{2})-(R_{1}R_{2}-X_{1}X_{2})(X_{1}+X_{2}) \over (R_{1}+R_{2})^{2}+(X_{1}+X_{2})^{2}}}

## Кола са уопштеним (синусоидалним и несинусоидалним) изворима
Под уопштеним извором напона и струје сматра се онај извор чији таласни облик напона или струје не мора да буде обавезно синусоидалног облика, али је ипак и даље периодичан, константне амплитуде и константног таласног облика. Док се са друге стране импеданса дефинише уз помоћ синусоидалних функција времена. Односно, импеданса је дефинисана као количник два фазора, где су фазори комплексне амплитуде синусоидалне функције времена. За тај општи случај периодичних извора па чак и за апериодичне изворе, концепт импедансе се може користити. Може се показати да се свака периодична функција времена може представити Фуријеовим редом. Стога, у општем случају, периодични извор напона се може представити као редна веза одређеног (могуће бесконачног) броја синусоидалних извора напона. Исто тако, уопштени периодични извор струје се може посматрати као паралелна веза одређеног (могуће бесконачног) броја синусоидалних извора струје.
Користећи метод суперпозиције, сваки извор се укључује један по један и напони и струје у наизменичном колу се налазе користећи импедансе израчунате за фреквенцију тог конкретног извора. Коначна решења за напоне и струје у колу се рачунају као суме решења нађених за сваки извор појединачно. Мада, важно је напоменути да вредности напона и струја у колу немају своје фазорске представнике. Фазори се могу сабирати само када представљају временске функције исте фреквенције. Стога, фазори напона и струја израчунатих за сваки извор појединачно, морају се конвертовати у временски домен пре него што се међусобно саберу.
Овај метод се може применити и на апериодичне изворе где се дискретне суме замењују интегралима. Односно, користи се Фуријеова трансформација уместо Фуријеових редова

## Модуо и фаза импедансе
Комплексни бројеви се уобичајено представљају у два различита облика. У правоуглом координатном систему је збир реалног дела са производом j и имагинарног дела:
{\displaystyle Z=R+jX\,}
Поларни облик комплексног броја добија као производ модула комплексног броја и комплексне фазе. Ово се може записати уз помоћ експонената, или у фазорској нотацији:
{\displaystyle Z=\left|Z|e^{j\phi }=|Z\right|\angle \phi }
где 
{\displaystyle |Z|={\sqrt {R^{2}+X^{2}}}={\sqrt {ZZ^{*}}}} јесте модуо Z (Z* представља комплексно конјуговано Z), и
{\displaystyle \phi =\arctan {\bigg (}{\frac {X}{R}}{\bigg )}} јесте угао.

## Амплитудни фазор и ефективни фазор
Синусоидални напон и струја имају и амплитуду и ефективну вредност. Може се доказати да је ефективна вредност синусоидалног напона или струје дата са:
{\displaystyle V_{\mathrm {ef} }={\frac {V_{\mathrm {m} }}{\sqrt {2}}}}
{\displaystyle I_{\mathrm {ef} }={\frac {I_{\mathrm {m} }}{\sqrt {2}}}}
У многим случајевима анализе наизменичне струје, ефективна вредност синусоиде је много кориснија него вредност амплитуде. На пример, да би се одредила количина расипања снаге отпорника услед протицања синусоидалне струје, мора се знати ефективна вредност те струје. Из овог разлога, фазори напона и струје се често одређују као ефективни фазори. Односно, модуо фазора је ефективна вредност дате синусоиде а не њена амплитуда. У општем случају, ефективни фазори се чешће користе у енергетици, док се амплитудни фазори чешће користе у електроници.
У сваком случају, јасно је да је импеданса иста у оба случаја, без обзира да ли се користе ефективни или амплитудни фазори, пошто се фактор скалирања између амплитуде и ефективне вредности поништава када се рачуна количник фазора.

## Прилагођене импедансе
Када се пројектују кола за пренос електромагнетских сигнала, важно је да се импедансе прилагоде, што се постиже уз помоћ разних уређаја за прилагођавање. Прилагођење импедансе је усаглашавање односно изједначавање унутрашње импедансе извора сигнала са импедансом потрошача. Неуспех да се то постигне познат је као неприлагођење импедансе и резултује губитком сигнала и рефлексијама.
На пример, конвенционална антена за радио фреквенције за примање телевизијског сигнала у Северној Америци је била стандардизована на 300 ома, користећи балансирани, неоклопљени тракасти кабл односно парице. Пошто системи кабловске телевизије користе 75 омски небалансирани, оклопљени коаксијални кабл, није било могуће да се тај кабл укључи директно у телевизоре чија је импеданса прилагођена за 300 ома. Већи део сигнала би се рефлектовао назад у кабл и само мали до сигнала би доспео у апарат. Данас су телевизори стандардизовани на улазе од 75 ома.

## Инверзне вредности
Реципрочна вредност идеалне отпорности се назива проводност или кондуктанса. Слично томе, реципрочна вредност импедансе назива се адмитанса. Кондуктанса је реални део адмитансе, а имагинарни део се назива сусцептанса. Кондуктанса и сусцептанса нису реципрочне вредности резистансе и реактансе у општем случају, већ само реципрочна вредност импедансе која је чисто резистивна или чисто реактивна.

## Аналогне импедансе

### Електромагнетна импеданса
У проблемима простирања електромагнетних таласа у хомогеним срединама, импеданса средине се дефинише као:
{\displaystyle \eta ={\sqrt {\frac {\mu }{\varepsilon }}}}
где су μ и ε пермеабилност и пермитивност средине.

### Акустична импеданса
У комплетној аналогији са електричном импедансом, може се дефинисати и акустична импеданса, комплексни број који описује како материјал или средина апсорбују звук упоређујући амплитуду и фазу примењеног звучног притиска са амплитудом и фазом резултујућег звучног флукса.

## Примена на реалне елементе
Треба приметити да горње релације важе само за теоретске, идеалне, елементе. Стварни отпорници, кондензатори и калемови су много сложенији и сваки може бити моделован као мрежа теоријских, идеалних, отпорника, кондензатора и калемова. Назначене импедансе реалних елемената су у стварности тачне само за уски опсег фреквенција, и типично постају мање тачне на вишим фреквенцијама. Чак и у назначеном опсегу фреквенције, отпорност калема може бити различита од нуле. Изнад назначене фреквенције, отпорности постају индуктивне, а кондензатори и калемови добијају све више и резистивну компоненту. Зависност фреквенције и импедансе не мора чак ни да буде линеарне изван назначеног опсега фреквенције.